# Международный теннисный турнир в Нинбо
Международный теннисный турнир в Нинбо — женский профессиональный теннисный турнир, проводимый осенью в Нинбо, Китай, на хардовых кортах местного теннисного центра. С 2024 года женский турнир относится к серии WTA 500 с призовым фондом около 920 тысяч долларов и турнирной сеткой, рассчитанной на 28 участниц в одиночном разряде и 16 пар.

## История турнира
Соревнование основано как женский турнир, альтернативный турниру WTA в Токио, для участниц тура с не очень высоким рейтингом.
В 2011 году турнир перенесён на первую неделю после Открытого чемпионата США: перед другим китайским турниром WTA в Гуанчжоу. В этом же году соревнование дополнено мужским турниром категории серии «челленджер».
В 2013 году женский турнир был повышен до категории WTA 125к и провели два розыгрыша турнира, а мужской приз был отменён. С 2015 года по 2019 год проводился мужской «челленджер». С 2023 года женский турнир вернулся после девятилетнего перерыва и впервые попал в календарь основного тура WTA.

## Финалы турнира

### Одиночный разряд
| Год       | Победитель     | Финалист             | Счёт           |
| --------- | -------------- | -------------------- | -------------- |
| 2019      | Ясутака Утияма | Стивен Диес          | 6-1 6-3        |
| 2018      | Томас Фаббиано | Праджнеш Гуннесваран | 7-6(4) 4-6 6-3 |
| 2017      | Михаил Южный   | Таро Даниэль         | 6-1 6-1        |
| 2016      | Лу Яньсюнь (3) | Хироки Мория         | 6-3 6-1        |
| 2015      | Лу Яньсюнь (2) | Юрген Цопп           | 7-6(3) 6-1     |
| 2013—2014 | Не проводился  | Не проводился        | Не проводился  |
| 2012      | Петер Гоёвчик  | Чон Сук Юн           | 6-3 6-1        |
| 2011      | Лу Яньсюнь     | Юрген Цопп           | 6-2 3-6 6-1    |

| Год                    | Победительница    | Финалистка           | Счёт           |
| ---------------------- | ----------------- | -------------------- | -------------- |
| в рамках Тура WTA 500  |                   |                      |                |
| 2024                   | Дарья Касаткина   | Мирра Андреева       | 6-0 4-6 6-4    |
| в рамках Тура WTA 250  |                   |                      |                |
| 2023                   | Онс Жабёр         | Диана Шнайдер        | 6-2 6-1        |
| 2015—2022              | Не проводился     | Не проводился        | Не проводился  |
| в рамках серии WTA 125 |                   |                      |                |
| 2014                   | Магда Линетт      | Ван Цян              | 3-6 7-5 6-1    |
| 2013                   | Бояна Йовановски  | Чжан Шуай            | 6-7(7) 6-4 6-1 |
| в рамках цикла ITF     |                   |                      |                |
| 2012                   | Се Шувэй          | Чжан Шуай            | 6-2 6-2        |
| 2011                   | Анастасия Екимова | Эрика Сэма           | 7-6(3) 6-3     |
| 2010                   | Альберта Брианти  | Магдалена Рыбарикова | 6-4 6-4        |

### Парный разряд
| Год  | Победители                          | Финалисты                            | Счёт               |
| ---- | ----------------------------------- | ------------------------------------ | ------------------ |
| 2019 | Марк Полманс Эндрю Харрис           | Алекс Болт Мэтт Рид                  | 6-0 6-1            |
| 2018 | Гун Маосинь Чжан Цзэ                | Кристофер Рунгкат Се Чжэнпэн         | 7-5 2-6 [10-5]     |
| 2017 | Раду Албот Жозе Стэтем              | Дживан Недунчежиян Кристофер Рунгкат | 7-5 6-3            |
| 2016 | Сергей Стаховский Жонатан Эйссерик  | Стефан Козлов Акира Сантиллан        | 6-4 7-6(4)         |
| 2015 | Амир Вайнтрауб Дуди Села            | Никола Мектич Франко Шкугор          | 6-3 3-6 [10-6]     |
| 2012 | Санчай Ративатана Сончат Ративатана | Гун Маосинь Чжан Цзэ                 | 6-4 6-2            |
| 2011 | Каран Растоги Дивидж Шаран          | Ян Герных Юрген Цопп                 | 3-6 7-6(3) [13-11] |

| Год  | Победительницы                | Финалистки                          | Счёт              |
| ---- | ----------------------------- | ----------------------------------- | ----------------- |
| 2024 | Деми Схюрс Юань Юэ            | Николь Мелихар-Мартинес Эллен Перес | 6-3 6-3           |
| 2023 | Вера Звонарёва Лаура Зигемунд | Го Ханьюй Цзян Синьюй               | 4-6 6-3 [10-5]    |
| 2014 | Арина Родионова Ольга Савчук  | Хань Синьюнь Чжан Кайлинь           | 4-6 7-6(2) [10-6] |
| 2013 | Чжан Шуай Чжань Юнжань        | Ирина Бурячок Оксана Калашникова    | 6-2 6-1           |
| 2012 | Сюко Аояма Чжан Кайчжэнь      | Татьяна Лужанская Чжэн Сайсай       | 6-2 7-5           |
| 2011 | Татьяна Лужанская Чжэн Сайсай | Хань Синьюнь Чжань Цзиньвэй         | 6-4 5-7 [10-4]    |
| 2010 | Чжань Цзиньвэй Чэнь И         | Джилл Крейбас Ольга Савчук          | 6-3 3-6 [10-8]    |